# Barleria violascens
Barleria violascens är en akantusväxtart som beskrevs av Spencer Le Marchant Moore. Barleria violascens ingår i släktet Barleria och familjen akantusväxter. Inga underarter finns listade i Catalogue of Life.